# Лютка (річка)
Лютка — річка у Старовижівському районі Волинської області, права притока Прип'яті (басейн Дніпра).

## Опис
Довжина річки 12 км., похил річки — 0,75 м/км. Площа басейну 93,1 км².

## Розташування
Бере початок біля села Залюття. Тече переважно на північний захід і проти села Краска впадає в річку Прип'ять, праву притоку Дніпра.
Населені пункти вздовж берегової смуги: Мокре, Дубечне, Лютка.